# 손시헌 (야구인)
손시헌(孫時憲, 1980년 10월 19일~)은 대한민국의 야구 선수 출신 야구 지도자이다. 선수 시절 KBO 리그의 두산 베어스와 NC 다이노스의 내야수로 활동했으며 현재 KBO 리그 팀인 SSG 랜더스의 2군 감독을 맡고 있다.

## 선수 경력

### 아마추어 경력
서울화곡초등학교, 선린중학교, 선린인터넷고등학교의 동기였던 삼성 라이온즈의 투수 권오준과 동기생으로 1999년 동의대학교 체육학과 야구부 창단 멤버였다.

### 두산 베어스
동의대학교 체육학과 졸업 후 지명을 받지 못하고 2003년에 신고선수로 두산 베어스에 입단했다. 그 해 강한 어깨와 매끄러운 수비를 인정받아 그 해 7월 1일 1군으로 정식 승격된 후 같은 날 삼성 라이온즈전부터 출전했고 59경기에 출전해 2할대 타율을 기록했다. 이어 팀의 주전 유격수였던 김민호가 그 해 시즌을 마지막으로 은퇴 후 2004년부터 주전으로 자리잡아 그 해 122경기에 출전했다.
2005년에는 골든 글러브 유격수 부문 투표에서 326표 중 260표를 받아 장종훈, 박경완에 이어 신고선수 출신으로는 3번째 골든 글러브 수상자가 됐다.
2007년에 군 복무를 위해 상무 야구단에 입단하였으며 이듬해인 2008년에 복귀하였다. 2009 시즌 후 김동주의 뒤를 이어 주장으로 선임되었다. 그는 2005년 말 상무 야구단에서 제대하자마자 현대 유니콘스에서 방출된 선린정보산업고 동기 외야수 이종욱을 두산 베어스에 소개해 이종욱의 부활에 도움을 줬다.
광저우 아시안 게임을 통해 데뷔 첫 국가대표팀에 발탁돼 금메달 획득에 기여했다.
2013년 삼성 라이온즈와의 한국시리즈 1차전에서 4타수 3안타, 1홈런, 2타점, 1득점을 기록했다. 신용운을 상대로 포스트시즌 첫 홈런을 기록했다.

### NC 다이노스

#### 2014년 시즌
2013년 시즌 후 FA를 선언했으나 협상이 결렬됐고, 2013년 11월 17일 이종욱과 함께 두산 베어스의 전 감독이었던 김경문이 있는 팀에 4년 총액 30억원(계약금 12억원, 연봉 4억원, 옵션 2억원)의 조건으로 NC 다이노스로 이적했다. 2014년 4월 15일 롯데 자이언츠와의 경기에서 크리스 옥스프링을 상대로 시즌 2호 홈런이자, 팀의 통산 세 자릿수 홈런을 기록했다. 5월 29일 한화 이글스와의 경기에서 역대 107번째 네 자릿수 경기 출장을 기록했다.
8월 6일 롯데 자이언츠와의 경기에서 김종호의 땅볼 타구에 홈으로 파고들다 상대 포수 강민호와 부딪혀 오른쪽 무릎 내측 인대가 부분 파열돼 1군 엔트리에서 말소됐다. 10월 2일에 58일만에 1군에 콜업됐다. 이종욱과 함께 센터 라인 수비 강화에 기여했다.

##### 2014년준플레이오프
준플레이오프 4경기에서 타율 0.300, 3안타를 기록했다.
- 기록

| 타율  | 경기 | 타수 | 득점 | 안타 | 2루타 | 3루타 | 홈런 | 타점 | 도루 | 도실 | 볼넷 | 사구 | 삼진 | 병살 | 실책 | 비고 |
| ----- | ---- | ---- | ---- | ---- | ----- | ----- | ---- | ---- | ---- | ---- | ---- | ---- | ---- | ---- | ---- | ---- |
| 0.300 | 4    | 10   | 0    | 3    | 1     | 0     | 0    | 0    | 0    | 0    | 1    | 1    | 1    | 0    | 1    |      |

#### 2015년 시즌
개막 후 10경기 48타석 연속 무안타를 기록하며 유지훤의 47타석 연속 무안타 기록을 경신했다. 4월 11일 SK 와이번스와의 경기에서 채병용을 상대로 10경기만에 안타를 기록했다. 5월 31일 KIA 타이거즈와의 경기에서 역대 87번째 통산 1100경기 출장을 기록했다. 전반기에 타격 부진에 시달리며 79경기에서 49안타, 타율 0.201, 6홈런, 22득점, 12타점, 16볼넷, 37삼진을 기록했다.
8월 21일 삼성 라이온즈와의 경기에서 윤성환을 상대로 데뷔 첫 연타석 홈런을 기록했다. 후반기 61경기에서 59안타, 타율 0.301, 7홈런, 155득점, 66타점, 20볼넷, 29삼진을 기록했고, 홈런 부문에서 커리어 하이를 기록했다.

##### 2015년플레이오프
5경기에서 타율 0.444, 8안타, 3타점을 기록해 타자 중 가장 뛰어난 타격을 보였다. 또한 3차전에서 박민우가 결정적인 실책을 하자 "결정적인 끝내기 실책 나 역시 했었다. 하지만 다음 플레이를 어떻게 할 것인가가 중요하다"고 조언을 하며 내야 수비에도 기여했다.
- 기록

| 타율  | 경기 | 타수 | 득점 | 안타 | 2루타 | 3루타 | 홈런 | 타점 | 도루 | 도실 | 볼넷 | 사구 | 삼진 | 병살 | 실책 | 비고 |
| ----- | ---- | ---- | ---- | ---- | ----- | ----- | ---- | ---- | ---- | ---- | ---- | ---- | ---- | ---- | ---- | ---- |
| 0.444 | 5    | 18   | 3    | 8    | 3     | 0     | 0    | 3    | 0    | 0    | 1    | 0    | 4    | 0    | 1    |      |

#### 2016년 시즌
4월 13일 삼성 라이온즈와의 경기에서 역대 73번째 통산 1200경기 출장을 기록했다. 5월 1일 롯데 자이언츠와의 경기에서 레일리를 상대로 역대 76번째 통산 네 자릿수 안타를 기록했다. 그는 경기 후 "신인 시절 때부터 지켜봐 주시고 기회를 주신 감독님과 코칭스태프, 동료선수들에 진심으로 감사하다"며 1000안타 달성 소감을 밝혔다.
8월 5일 한화 이글스와의 경기 카스티요의 150km/h 직구에 오른쪽 옆구리를 맞았고, 정밀 검사 결과 후방 갈비뼈가 골절됐다.

#### 2017년 시즌
시즌 124경기에 출전해 3할대 타율, 122안타(5홈런), 45타점을 기록했다. 

#### 2018년 시즌
시즌 67경기에 출전해 1할대 타율, 24안타(2홈런), 14타점을 기록했다.

#### 2019년 시즌
4월 7일 두산 베어스와의 경기에서 KBO 리그 역대 43번째 통산 1,500경기 출장을 기록했다.
6월 8일 KIA 타이거즈와의 경기에서 고영창을 상대로 끝내기 안타를 기록했다.
시즌 68경기에 출전해 2할대 타율, 36안타(2홈런), 10타점, 17득점을 기록했다.
시즌 후 현역에서 은퇴했다.

## 야구선수 은퇴 후
2020년부터 창원 다이노스의 수비코치로 활동했다. 2024년부터 SSG 랜더스의 2군 감독으로 활동한다.

## 별명
- 김동주의 별명인 '두목곰'을 따 온 '부두목곰'이다.

## 에피소드
- 당시 두산 베어스 투수였던 리오스가 최고의 유격수로 여겼던 그가 군 병역 문제가 걸려 있는 도하 아시안 게임 대표로 선발되지 못하자 기자들에게 했던 말이다. 그 후 대표팀 차출 문제에 대해 불만을 가졌던 그의 팬들이 'Why not 손시현'이라는 오자가 있는 현수막을 제작해 화제가 됐다. 그리고 프로 야구 중계에서 'why? not 손시헌'이라는 명칭을 얻었다. 당시 감독이었던 김재박은 그를 엔트리에 넣지 않았고, 그 때 외야수 추신수도 엔트리에 넣지 않아 크게 논란이 일었다. 결국 2007년에 상무 야구단에 입대했고, 아시안 게임에서 야구 대표팀에게 도하의 참극이 일어나고 말았다. 제대 후 기량이 더 발전해 광저우 아시안 게임 국가대표팀 유격수로 선발되며 금메달 획득에 기여했다.
- 2004년 이재영, 이재우, 채상병 등과 함께 병역 회피 혐의를 받았으나 2005년 10월 13일에 대법원에서 무죄를 선고받았다.[20]
- 2014년 12월 9일 모교인 동의대학교에 대학발전기금 2,000만원을 기탁했다. 그는“후배들이 더욱 잘할 수 있도록 동의대학교 스포츠 재정에 도움이 되었으면 합니다”고 전했다.[21]

## 경력

### 수상
- 2010년 아시안 게임 금메달

### 국가대표 경력
- 2010년 광저우 아시안 게임
- 2013년 WBC - 주로 유격수로 출전했다.
  - 기록

| 타율  | 경기 | 타수 | 득점 | 안타 | 2루타 | 3루타 | 홈런 | 타점 | 도루 | 도실 | 볼넷 | 사구 | 삼진 | 병살 | 실책 | 비고 |
| ----- | ---- | ---- | ---- | ---- | ----- | ----- | ---- | ---- | ---- | ---- | ---- | ---- | ---- | ---- | ---- | ---- |
| 0.000 | 3    | 1    | 0    | 0    | 0     | 0     | 0    | 0    | 0    | 0    | 0    | 0    | 0    | 0    | 0    |      |

## 출신 학교
- 서울화곡초등학교
- 선린중학교
- 선린정보산업고등학교
- 동의대학교

## 응원가
마룬 5의 lucky strike를 따서 만들었다.

## 통산 기록
| 연도 | 팀명   | 타율  | 경기 | 타수 | 득점 | 안타 | 2루타 | 3루타 | 홈런 | 루타 | 타점 | 도루 | 도실 | 볼넷 | 사구 | 삼진 | 병살 | 장타율 | 출루율 | 실책 |
| ---- | ------ | ----- | ---- | ---- | ---- | ---- | ----- | ----- | ---- | ---- | ---- | ---- | ---- | ---- | ---- | ---- | ---- | ------ | ------ | ---- |
| 2003 | 두산   | 0.220 | 59   | 141  | 16   | 31   | 4     | 0     | 1    | 38   | 6    | 2    | 0    | 6    | 1    | 23   | 10   | 0.270  | 0.257  | 7    |
| 2004 | 두산   | 0.231 | 122  | 347  | 45   | 80   | 20    | 2     | 2    | 110  | 39   | 0    | 2    | 30   | 6    | 56   | 9    | 0.317  | 0.298  | 13   |
| 2005 | 두산   | 0.276 | 126  | 416  | 59   | 115  | 18    | 5     | 4    | 155  | 60   | 2    | 5    | 48   | 4    | 59   | 7    | 0.373  | 0.352  | 14   |
| 2006 | 두산   | 0.267 | 126  | 404  | 29   | 108  | 16    | 4     | 2    | 138  | 34   | 2    | 3    | 35   | 10   | 48   | 5    | 0.342  | 0.339  | 15   |
| 2009 | 두산   | 0.289 | 121  | 412  | 56   | 119  | 22    | 3     | 11   | 180  | 59   | 6    | 3    | 42   | 12   | 67   | 5    | 0.437  | 0.369  | 10   |
| 2010 | 두산   | 0.273 | 128  | 433  | 51   | 118  | 19    | 1     | 8    | 163  | 62   | 0    | 2    | 46   | 7    | 64   | 12   | 0.376  | 0.350  | 14   |
| 2011 | 두산   | 0.282 | 92   | 298  | 39   | 84   | 10    | 1     | 4    | 108  | 28   | 2    | 1    | 37   | 9    | 44   | 9    | 0.362  | 0.378  | 6    |
| 2012 | 두산   | 0.246 | 86   | 272  | 24   | 67   | 11    | 1     | 5    | 95   | 31   | 4    | 2    | 21   | 4    | 40   | 12   | 0.349  | 0.306  | 5    |
| 2013 | 두산   | 0.252 | 93   | 234  | 35   | 59   | 14    | 1     | 1    | 78   | 26   | 3    | 1    | 21   | 6    | 38   | 5    | 0.333  | 0.328  | 4    |
| 2014 | NC     | 0.293 | 97   | 307  | 39   | 90   | 20    | 1     | 5    | 127  | 39   | 2    | 1    | 34   | 7    | 53   | 10   | 0.414  | 0.368  | 6    |
| 2015 | NC     | 0.245 | 140  | 440  | 56   | 108  | 24    | 2     | 13   | 175  | 58   | 3    | 2    | 36   | 14   | 66   | 16   | 0.398  | 0.319  | 13   |
| 2016 | NC     | 0.305 | 110  | 341  | 36   | 104  | 21    | 2     | 5    | 144  | 39   | 1    | 0    | 38   | 13   | 48   | 13   | 0.422  | 0.394  | 13   |
| 2017 | NC     | 0.350 | 124  | 349  | 32   | 122  | 17    | 1     | 5    | 156  | 45   | 1    | 0    | 16   | 8    | 44   | 5    | 0.447  | 0.386  | 10   |
| 2018 | NC     | 0.188 | 67   | 128  | 12   | 24   | 4     | 0     | 2    | 34   | 14   | 2    | 0    | 15   | 5    | 20   | 3    | 0.266  | 0.295  | 3    |
| 2019 | NC     | 0.267 | 68   | 135  | 17   | 36   | 4     | 1     | 2    | 48   | 10   | 1    | 2    | 5    | 5    | 23   | 2    | 0.356  | 0.317  | 4    |
| 통산 | 15시즌 | 0.272 | 1559 | 4657 | 546  | 1265 | 224   | 25    | 70   | 1749 | 550  | 31   | 24   | 430  | 111  | 693  | 123  | 0.376  | 0.344  | 137  |

## 주요 기록
| 기록               | 날짜            | 소속팀 | 상대팀 | 상대투수 | 구장 | 기타         |
| ------------------ | --------------- | ------ | ------ | -------- | ---- | ------------ |
| 통산 1000경기 출장 | 2014년 5월 29일 | NC     | 한화   |          | 대전 | 역대 107번째 |
| 통산 1100경기 출장 | 2015년 5월 31일 | NC     | KIA    |          | 광주 | 역대 87번째  |
| 통산 1200경기 출장 | 2016년 4월 21일 | NC     | 삼성   |          | 대구 | 역대 73번째  |
| 통산 1300경기 출장 |                 | NC     |        |          |      |              |
| 통산 1400경기 출장 |                 | NC     |        |          |      |              |
| 통산 1500경기 출장 | 2019년 4월 7일  | NC     | 두산   |          | 잠실 | 역대 43번째  |

| 기록          | 날짜           | 소속팀 | 상대팀 | 상대투수 | 구장 | 기타        |
| ------------- | -------------- | ------ | ------ | -------- | ---- | ----------- |
| 통산 1안타    | 2003년 7월 1일 | 두산   | 삼성   |          | 잠실 |             |
| 통산 1000안타 | 2016년 5월 1일 | NC     | 롯데   | 레일리   | 사직 | 역대 76번째 |